# Cystopteris moupinensis
Cystopteris moupinensis là một loài thực vật có mạch trong họ Woodsiaceae. Loài này được Franch. miêu tả khoa học đầu tiên năm 1887.